# Yelicones polaszeki
Yelicones polaszeki är en stekelart som beskrevs av Areekul och Donald L.J. Quicke 2006. Yelicones polaszeki ingår i släktet Yelicones och familjen bracksteklar. Inga underarter finns listade i Catalogue of Life.